# World Naked Bike Ride

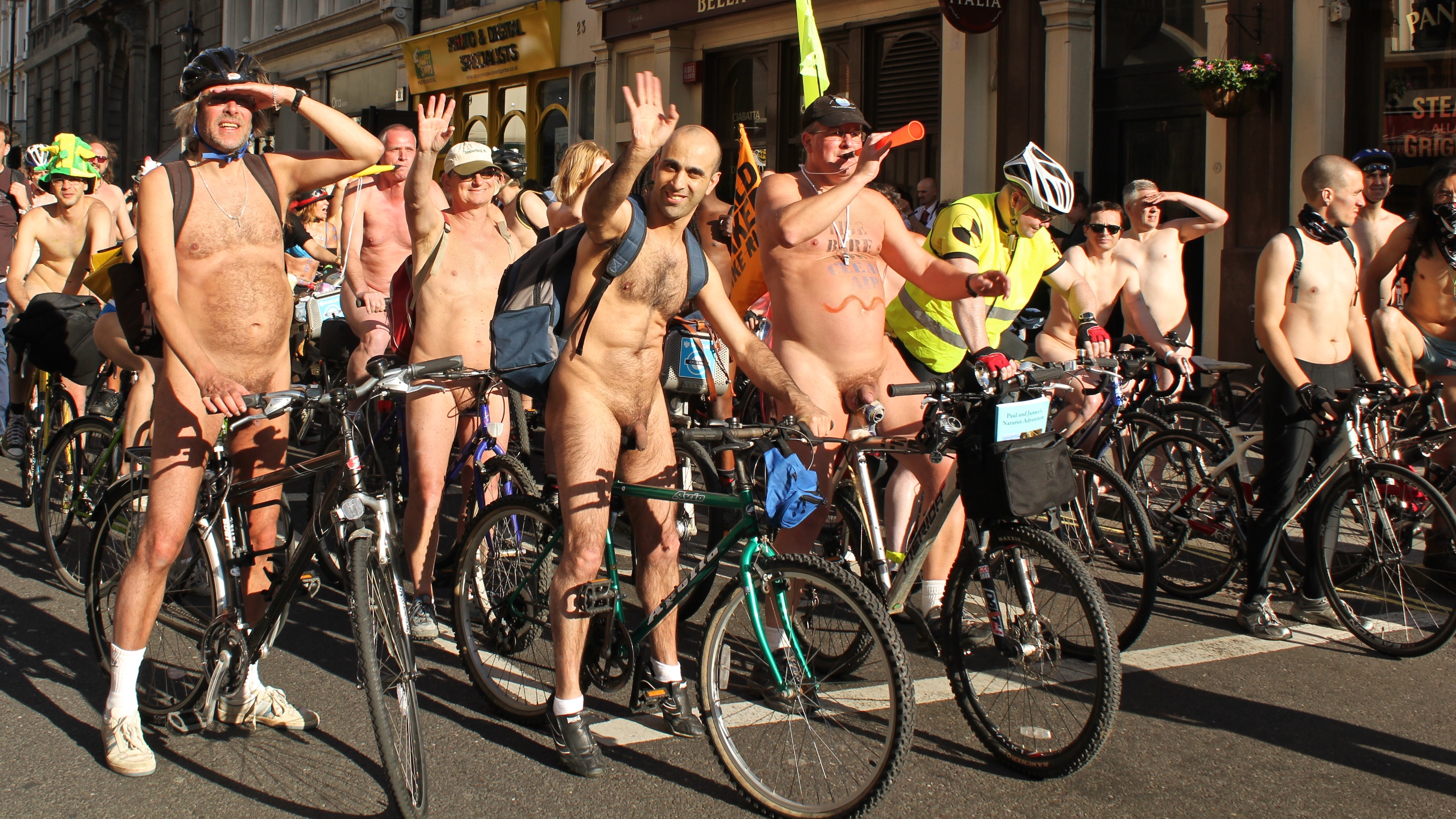
De 2012 Londense versie van de World Naked Bike Ride

The World Naked Bike Ride (WNBR) is een demonstratie die jaarlijks over de hele wereld wordt gehouden en voortkomt uit de Spaanse Ciclonudista, die voor het eerst in 2001 in Zaragoza is gehouden. De Ciclonudista eist de straat terug voor de mensen die er leven en zich op eigen kracht (lopend, fietsend, etc.) voortbewegen, en protesteert op een ludieke wijze tegen de overheersing van de straat door auto's en ander gemotoriseerd verkeer. De deelnemers van de ciclonudista fietsen bloot om de kwetsbaarheid van het menselijk lijf in het verkeer zichtbaar te maken en respect voor het lijf te vorderen. Met deze wijze van naakt actievoeren startte Conrad Schmidt in 2004 de World Naked Bike ride als een wereldwijde campagne.

## Doelen
De World Naked Bike Ride wil bewustmaken van en protesteren tegen de afhankelijkheid van olie -die zelfs leidt tot oorlogen- en de verslaving aan eigen auto's en overige gemotoriseerde vervoermiddelen, die direct of indirect olie verbruiken (of andere niet-duurzame energiebronnen of energie uit voedsel) en propageert zo veel mogelijk gebruik te maken van eigen kracht: gezond en plezierig voor jezelf en veel beter voor het milieu.

## Vorm van de actie
Iedere World Naked Bike Ride is een demonstratieve tocht in een ludieke sfeer door een grote stad, bij voorkeur door het centrum, waarbij op allerlei manieren aan het publiek de doelen worden gepresenteerd. Er wordt vooral op fietsen gereden, maar sommigen maken gebruik van steps of skeelers. Wezenlijk is je zelf voortbewegen op eigen kracht. Gemotoriseerde vervoermiddelen passen niet bij het doel van de demonstratie en zijn daarom ongewenst.

## Bloot
Doorgaans rijden de meeste deelnemers naakt mee, maar verplicht is dat niet: de richtlijn is: 'zo bloot als je durft'. Zelfs deelname met volop kleren aan, al was het maar in verband met het weer, wordt geaccepteerd.

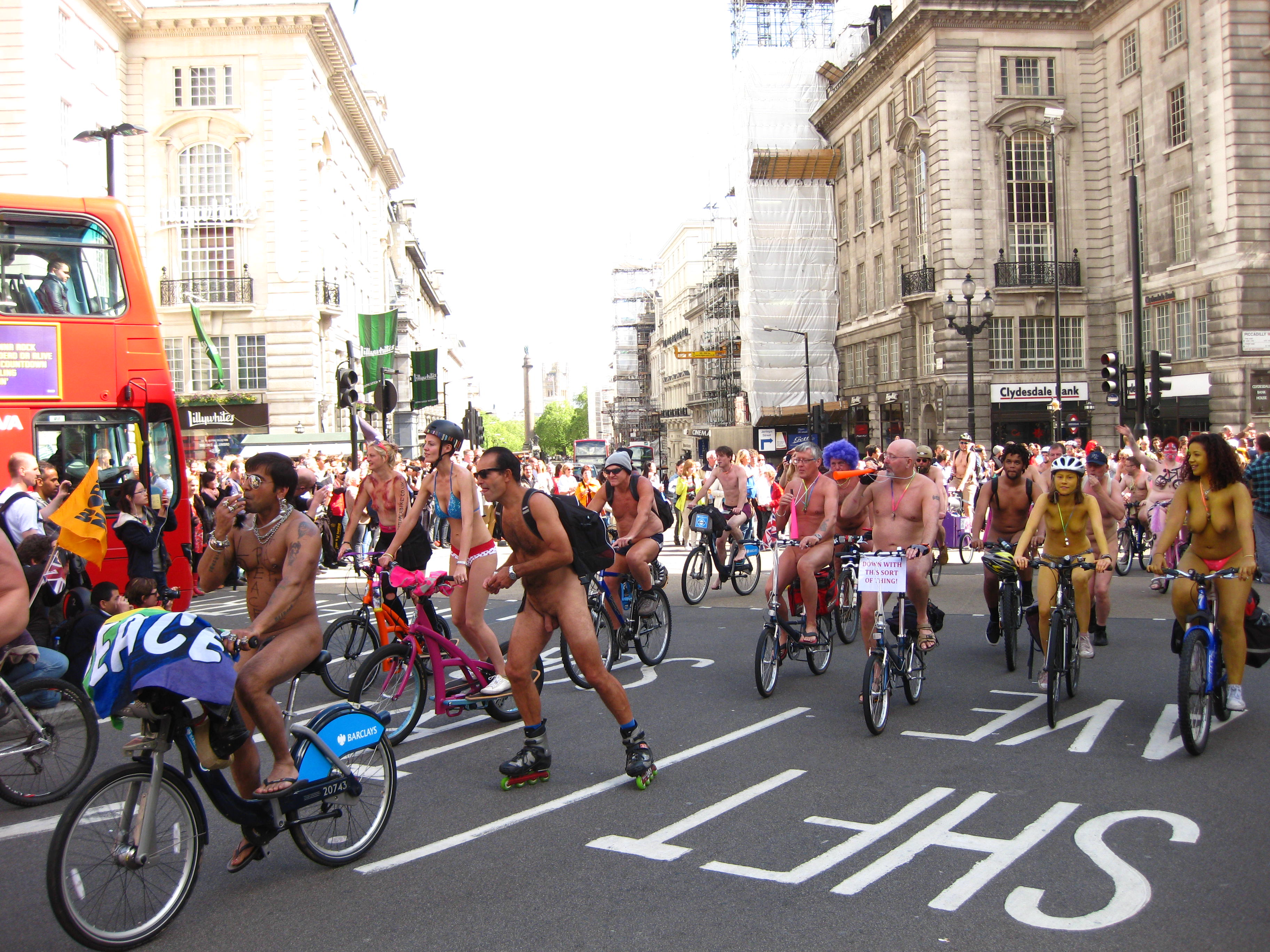
World Naked Bike Ride, 2012, Londen

Het naakt rijden verwijst naar de kwetsbaarheid van de mens in het verkeer en in de steeds meer vervuilde wereld, maar ook toont het de trots van de deelnemer op eigen lijf, waarmee zij/hij zich op eigen kracht kan voortbewegen. Deelnemers vinden dat ze zich niet voor hun eigen lijf hoeven te schamen, voor geen enkel deel er van, en tonen de eigen schoonheid en diversiteit van het menselijk lijf en bestrijden daarmee de door commercie en reclame opgelegde normen en erotisering van het menselijk lichaam. Deelnemers zien de naaktheid in de WNBR als onbevangen, zonder seksueel-erotische lading, en ervaren dit als bevrijdend en ontspannend, ook voor toeschouwers. Zo heeft de World Naked Bike Ride veel overeenkomsten met het naturisme.
Op het noordelijk halfrond kiest men er voor op een dag in juni te rijden, bij voorkeur de tweede zaterdag. Op het zuidelijk halfrond kiest men een zaterdag in maart.

## Legaliteit
Vaak wordt de vraag gesteld of een dergelijke actie wettelijk toegestaan is. Dat ligt natuurlijk aan de landelijke en plaatselijke wetgeving. De Nederlandse wet stelt (W.v.Sr. 430a) dat het geoorloofd is ongekleed te zijn op plaatsen die niet op of aan een openbare plaats liggen, plaatsen die door het gemeentebestuur zijn aangewezen voor ongeklede recreatie of plaatsen die geschikt zijn voor ongeklede recreatie, ook al zijn ze niet door de overheid officieel aangewezen.
In de praktijk betekent dit dus dat naaktrecreatie niet geoorloofd is op de openbare weg, tenzij de lokale overheid daar uitdrukkelijk toestemming voor geeft, iets dat in Nederland en België niet erg waarschijnlijk is. Echter, aangezien de World Naked Bike Ride een vorm van protest is (en openbaar naakt niet onder de zedenwet valt), valt deze onder de vrijheid van meningsuiting.
Niet overal ter wereld zijn de autoriteiten gelukkig met de actie. Op sommige plaatsen wordt de demonstratie oogluikend toegestaan, op andere plaatsten wordt het door de politie in de kiem gesmoord. In Londen komen honderden deelnemers met instemming van de politie.

## Nederland

### 2004

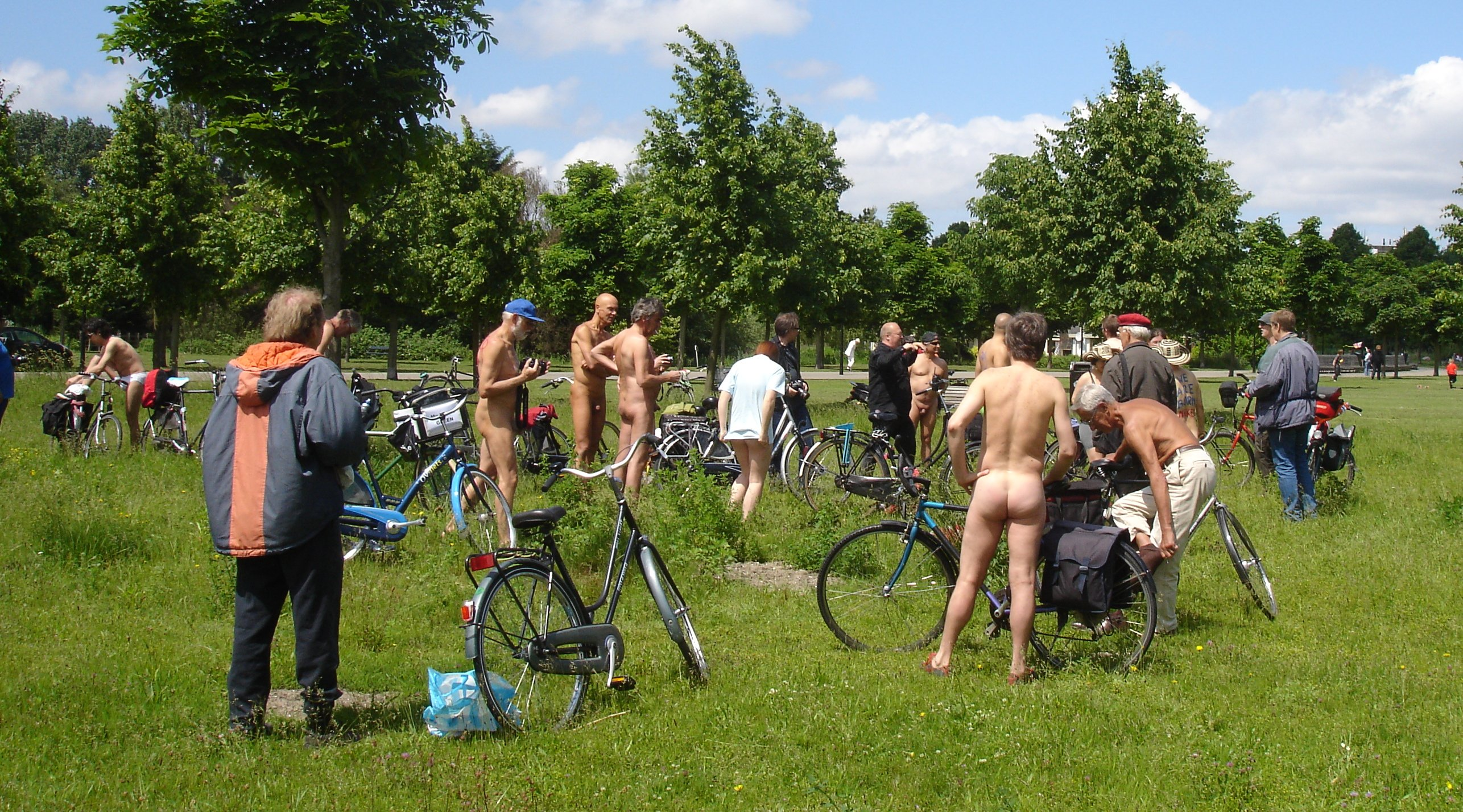
Amsterdam 2010 - klaar voor vertrek

12 juni 2004 ten oosten van Apeldoorn. De plannen gaven aanleiding tot Kamervragen en discussies in de gemeenteraad. Enkele deelnemers bespraken hun plannen met de burgemeester die echter geen toestemming gaf voor de WNBR. Er waren ongeveer dertig deelnemers. Na enige tijd verscheen de politie, die de deelnemers beval zich aan te kleden. Dat gebeurde, maar toen de politie weg was, gingen de kleren weer uit.

### 2005
11 juni 2005 in het noordwesten van Amsterdam. Het was bijzonder koud en er kwam maar een tiental deelnemers opdagen. Ook deze tocht eindigde na enige tijd met een verbod van de politie.

### 2006
10 juni 2006 ten noorden van Arnhem. Ondanks het gunstige weer waren er maar dertien deelnemers. De politie liet zich niet zien en er was nauwelijks belangstelling van de pers.

### 2007
9 juni 2007 ten oosten van Nijmegen. Het was een beetje regenachtig maar zeker niet te koud. Er waren vijftien deelnemers: 13 mannen en twee vrouwen. Volgens de Omroep Gelderland kwam er bij de politie één klacht binnen. De rijders zelf merkten alleen vrolijke reacties.

### 2008
De tocht van 7 juni 2008 was aanvankelijk gepland in Amsterdam, maar wegens het klimaatwetfestival dat die dag in Utrecht plaatsvond, werd besloten de WNBR ook in Utrecht te houden. De organisatoren van het festival gaven hun medewerking. Er waren circa 35 deelnemers, waarvan er 20 geheel naakt fietsten. Veel potentiële deelnemers hadden te kennen gegeven dat ze vreesden te worden aangehouden, maar dat viel mee: de politie was wel aanwezig maar liet dat niet merken. De deelnemers spraken van een groot succes. Het was de eerste keer dat de Nederlandse WNBR zich in een stadscentrum waagde - de vorige jaren werd steeds voornamelijk in het buitengebied gereden.

### 2009
Met ingang van dit jaar werd Amsterdam de vaste plaats voor de Nederlandse WNBR.
Op 6 juni 2009 werd de tocht weer in Amsterdam gehouden, volgens de route die een jaar eerder was uitgezet.

### 2010
Op 12 juni 2010 (de normale datum voor het Noordelijk halfrond) is in Amsterdam weer een WNBR gereden. Op zaterdag 19 juni is door HappyJMA Wageningen een WNBR van Wageningen naar Arnhem georganiseerd.

### 2011
Op 11 juni 2011 werd in Amsterdam de WNBR gereden. Op 18 juni, tijdens het Wageningse Leeffestival, werd een rit van Wageningen naar Arnhem gereden.

### 2012
Toen de fietsers op 10 juni 2012 in park Frankendael bijeenkwamen, regende het, maar het was droog toen de fietsers vertrokken. Er waren fotosessies op de Magere Brug, op het Rembrandtsplein, bij het Lieverdje en ten slotte in het Vondelpark.

### 2013
Omdat het Amstelstation gesloten zou zijn, werd een andere vertrekplaats overwogen, in de buurt van het Centraal Station, maar in overleg met de gemeente besloot men toch weer tot Frankendael. Omdat het regende werd de vertrekplaats iets verlegd, onder een viaduct in de omgeving. De fotosessies waren weer op dezelfde plaatsen als het vorige jaar.

### 2014
Bij de start werd een recordaantal van veertig deelnemers geteld. Bij het einde bleek dat veel toeschouwers zich spontaan hadden aangesloten, waarmee het aantal tot meer dan zestig was gegroeid. Er werd nog een omweg gemaakt via het Museumplein, waar de fotograaf Ewoud Broeksma opnamen maakte in de stijl van Spencer Tunick.

### 2015
De rit was deze keer op 4 juli. Er werden temperaturen gemeten van ruim boven de dertig graden, dit verklaart waarschijnlijk mede de grote opkomst. Nadat in Park Frankendael, het vertrekpunt, iedereen zich voldoende ingesmeerd en anderszins beschermd had tegen zonnebrand en voldoende drinkwater had ingeslagen kon de rit beginnen. Er werden door de verkeersbegeleiders 168 deelnemers geteld. Een record aantal. Ook nu weer was er een fotosessie op het Museumplein met de fotograaf Ewoud Broeksma.

### 2016
Op 2 juli deden 76 mensen in Amsterdam mee aan deze dertiende editie van de World Naked Bike Ride. De deelnemer die op kop fietste werd door een agressieve omstander van zijn fiets gegooid en liep daarbij lichte verwondingen op.

### 2019
De editie van 2019 zou op 31 augustus zijn, maar is afgelast omdat er geen verkeersregelaar kon worden gevonden.

### 2020
De tocht van 29 augustus 2020 ging niet door wegens de coronapandemie.

### 2021 - 2023
Op 28 augustus 2021, 2 juli 2022, 1 juli 2023 was er een WNBR in Amsterdam.

### 2024
Op 13 juli 2024 werd besloten de WNBR af te gelasten. Door het slechte weer werden er niet veel deelnemers verwacht. Er werd overwogen om het later, bijvoorbeeld in september, nog eens te proberen.

## België

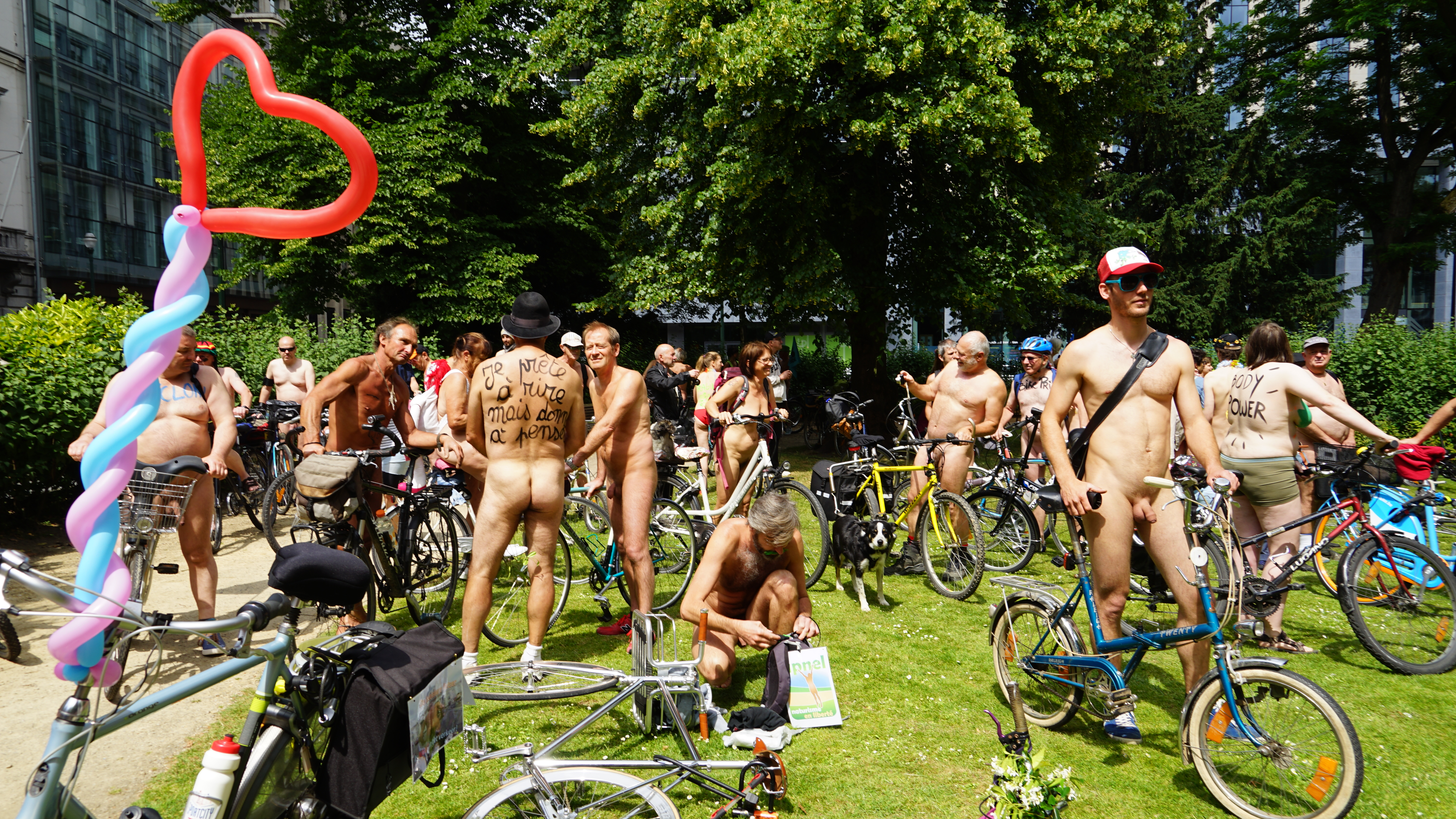
World Naked Bike Ride te Brussel in 2015

### 2005 & 2006
In België werd ze zowel op 11 juni 2005 als op 10 juni 2006 in Brussel gereden. Er reden telkens enkele tientallen mensen mee, maar de politie belette dat deelnemers volledig naakt gingen.

### 2007 & 2008
De WNBR's in Brussel vonden plaats op 30 juni 2007 en 21 juni 2008, er reden zo'n zeventigtal mensen mee, waaronder een vijftal volledig naakt. Dankzij afspraken met de politie kon de rit zonder problemen verlopen, er was veel media-aandacht.

### 2009
Voor 2009 is voor het zuidelijk halfrond als datum zaterdag 14 maart en voor het noordelijk halfrond als datum zaterdag 13 juni vastgesteld. Er waren lokale afwijkingen. Zo werd de WNBR in Amsterdam een week eerder op zaterdag 6 juni gereden. In Brussel werd ze twee weken later dan de meeste deelnemende steden pas op zaterdag 27 juni gereden.

### 2010
In 2010 is in de Belgische hoofdstad Brussel een WNBR, Cyclonudista, verreden op zaterdag 19 juni. De weersomstandigheden waren niet optimaal en volledig naakt rijden werd niet toegestaan door de politie. Twee deelnemers die zo goed als naakt verschenen aan de start, werden kort opgepakt. Dit was in tegenstelling met het jaar 2009, waarin bij volop zomerse weersomstandigheden met volledige instemming en ondersteuning van de politie de rit totaal naakt kon worden verreden.

### 2011, 2012, 2013, 2014, 2015, 2016 & 2017
Ook in deze jaren was er een Cyclonudista.

### 2018
Op 16 juni 2018 namen een driehondertal naaktfietsers deel aan Cyclonudista in Brussel. De deelnemers lieten weten dat degene onder hen die deelfietsen gebruikten, zoals de Blue-bikes en Villo!'s, de zadels hiervan voor en na gebruik desinfecteren.

### 2019
Op zaterdag 6 juli 2019 ging de Cyclonudista zoals de vorige jaren weer van start. Ze kwamen ook tijdens de 'Grand Départ' van de Ronde van Frankrijk in beeld.

### 2020 & 2021
In 2020 en 2021 was er geen cyclonudista wegens de coronapandemie.

### 2022, 2023 & 2024
Op 18 juni 2022 ging de Cyclonudista door in Brussel. Voor 2023 was dit op 17 juni 2023 en voor 2024 was dit op 15 juni.

### 2025
Op 21 juni 2025 ging de 20e editie van de Cyclonudista door in Brussel met zo'n honderdtal deelnemers voor het twintigjarige bestaan van de demonstratie in Brussel. Organisator Jérôme Jolibois zei over het verkeer in Brussel: "De afgelopen jaren is er weliswaar verbetering gekomen in de infrastructuur voor fietsers, maar vooral waar het gemakkelijk is, en niet noodzakelijk waar het het meest nodig en gevaarlijk is voor fietsers".